# The Fourth Square
The Fourth Square (übersetzt „Das vierte Quadrat“) ist ein britischer Kriminalfilm von Allan Davis aus dem Jahr 1961. Produziert wurde er von der Filmgesellschaft Merton Park Studios. Das Drehbuch stammt von James Eastwood und baut auf dem Roman Four Square Jane (dt. „Die Abenteuerin“) von Edgar Wallace auf. Der Film war der achte der Edgar Wallace Mysteries, einer Serie von 47 Edgar-Wallace-Verfilmungen der Merton Park Studios zwischen 1960 und 1965; in Deutschland wurde er nie gezeigt.

## Handlung
Der Anwalt Bill Lawrence wird von der reichen Nina Stewart beauftragt, einen Ring zu finden, den sie von dem Playboy Tom Alvarez erhalten hatte und der ihr gestohlen wurde, ohne dass ihr Mann, ein reicher Reeder, etwas von der Affäre erfährt. Lawrence findet raus, dass auch anderen Frauen Schmuckstücke gestohlen wurden, die sie von Alvarez erhalten haben. Er verdächtigt Henry Adams, den Pressechef von Stewart; dieser wird jedoch ermordet. Zuletzt gelingt es ihm, die betrogene Frau von Alvarez, Josette, zu überführen.

## Kritiken
Joachim Kramp und Jürgen Wehnert zitieren in ihrem Das Edgar Wallace Lexikon von 2004 eine Kritik des Monthly Film Bulletin von 1961 zum Film, in der dieser als „ein erquickend unwahrscheinlicher Edgar-Wallace-Film, der hinreichend spannend ist, um das Interesse wachzuhalten“ bezeichnet wurde. Sie schrieben zudem: „Darstellung und Regie sind auch recht glatt, wenn man das anspruchslose Niveau dieser Serie in Rechnung stellt.“

## Belege
1. ↑  
„Fourth Square, The.“ In: Joachim Kramp, Jürgen Wehnert: Das Edgar Wallace Lexikon. Leben, Werk, Filme. Es ist unmöglich, von Edgar Wallace nicht gefesselt zu sein! Verlag Schwarzkopf & Schwarzkopf, Berlin 2004; S. 215–216. ISBN 3-89602-508-2.
2. ↑  
Kritik vom Monthly Film Bulletin vom Mai 1961, zitiert nach „Fourth Square, The.“ In: Joachim Kramp, Jürgen Wehnert: Das Edgar Wallace Lexikon. Leben, Werk, Filme. Es ist unmöglich, von Edgar Wallace nicht gefesselt zu sein! Verlag Schwarzkopf & Schwarzkopf, Berlin 2004; S. 215–216. ISBN 3-89602-508-2.